# Claude Hillaire-Marcel
 (juillet 2015).
Si vous disposez d'ouvrages ou d'articles de référence ou si vous connaissez des sites web de qualité traitant du thème abordé ici, merci de compléter l'article en donnant les références utiles à sa vérifiabilité et en les liant à la section « Notes et références ».
Claude Hilaire-Marcel est un professeur et géologue québécois né le 1er avril 1944 à Salies-de-Béarn, France.

## Honneurs
- 1991 - Membre de la Société royale du Canada
- 1992 - Prix Michel-Jurdant
- 2002 - Prix Marie-Victorin du Gouvernement du Québec
- 2004 - Médaille W.A. Johnston de l'Association canadienne pour l'étude du Quaternaire
- 2006 - Médaille Logan de l'Association géologique du Canada
- 2006 - Bourse Killam du Conseil des Arts du Canada
- 2006 - Fellow de l'American Association for the Advancement of Science